# Elvis Ramone
Clement "Clem" Anthony Bozewski (Bayonne, 24. studenog 1955. – ?, 6. travnja 2025.) bio je američki glazbenik i bubnjar sastava Blondie. Doveden od Chrisa Steina i Debbie Harry, bio je u prvoj postavi osnovanog Blondiea i ostao je u postavi gotovo čitavo vrijeme njihove glazbene karijere, kao i u njihovoj instrumentalnoj fazi kasnih '90-ih, kada su se nanovo okupili.

## Životopis
Tijekom '80-ih i '90-ih, kada Blondie nije glazbeno djelovao, Burke je svirao bubnjeve za The Romantics (čiji je Burke bio regularni bubnjar između 1990. i 2004.), Petea Townshenda, Boba Dylana, Eurythmics, The Tourists, Dramarama, Iggya Popa i Joan Jett, između ostalih. 1983. godine snimao je sa super-postavom Chequered Past, koju su činili Steve Jones iz Sex Pistolsa, Nigel Harrison, jedan od osnivača sastava Blondie, glazbenik Tony Sales i pjevač/glumac Michael Des Barres.
U kasnim '80-ma nastupa na dva koncerta za sastav Ramones pod imenom Elvis Ramone. Nakon odlaska Richiea Ramonea iz sastava, Burke 28. kolovoza 1987. svira koncert u Rhode Islandu i 29. kolovoza u Trentonu, New Jersey. 8. listopada 2004., još jednom je nastupio pod imenom "Elvis Ramone", kada se pridružio Tommyu Ramoneu, C.J. Ramoneu i Daniel Rey, na koncertu pod imenom  Ramones Beat Down Na Cancer. On je snimao i uživo svirao s glazbenim legendama Wandom Jackson i Nancy Sinatrom. Burke ja također svirao s Kathy Valentine (iz alternativnog sastava Go-Go's), na njezinom solo izdanju Light Years iz 2005., a 2006. primljen je u kuću slavnih Rock and Roll Hall of Fame.
Također je bio član sastava Slinky Vagabond s glazbenicima Earlom Slickom, Glenom Matlockom i Keananom Dufftyem. Njihov prvi nastup bio je za rođendan Joeyja Ramonea, u svibnju 2007. godine.

## Vanjske poveznice
- Službene stranice sastava Blondie
- Službene stranice sastava Ramones